# Tomàs de Rocamora
Tomàs de Rocamora   (Oriola, 1596 - 10 de novembre de 1653) fou un religiós, escriptor i virrei valencià, bisbe de Mallorca i Menorca.

## Biografia
Pertanyia a una família noble, i als vint anys va ingressar a l'orde de Sant Domènec, professant al cèlebre convent de Predicadors de Saragossa. Va estudiar a la Universitat de la mateixa ciutat i graduat de lector, es va acreditar de professor de primera fila i tan hàbil polemista, que va ser designat per defensar un acte de conclusions generals davant del Capítol general de Tolosa de Llenguadoc de 1628, en nom de la seva província d'Aragó. Traslladat el cèlebre convent-col·legi patriarcal de Convent de Sant Doménec d'Oriola, va ser el regent dels estudis, per a la qual cosa estava capacitat per haver estat mestre en Teologia al Capítol general citat de 1628, i després prior de la comunitat, a la prelació del qual anava annex el rectorat de la Universitat.
Triat definidor per al Capítol general de Gènova, convocat per Nicolás Ridolfi en 1642, sota la pressió d'Urbà VIII, i presidit per Michele Mazzarino, germà del gran cardenal primer ministre de França del mateix cognom i a la fi creat cardenal ell també, va ser una de les primeres figures en els seus de les instruccions reals que regulaven la línia de conducta a seguir pels capítols súbdits de la casa d'Àustria, si, com es preveia, era disposat el general Ridolfi i calia procedir a una nova elecció. Els fets concernents a la seva actuació els relata Rocamora en una mena de memorial, justificatiu de la seva conducta i de la dels seus partidaris, imprès a Gènova el mateix any i que és un document històric de primer ordre, per la precisió i riquesa de dades amb què està escrit i les peces justificatives que l'acompanyen.
Tenint ordre expressa de no coadjuvar a l'elecció de Michele Mazarino, candidat de la família Barberini i la cort de França, i també de no consentir que aquell presidís el Capítol, cosa en què anaven descaminats, doncs, grat o no, el nomenament de Mazarino venia estès legalment pel cardenal Barberini, nomenat administrador general de l'ordre Dominicana durant la suspensió del mestre general Ridolfi, els provincials i definidors espanyols i hispanoamericans, als quals es van agregar després els de les províncies de l'Imperi, es van negar a prestar obediència a Mazarino, al·legant que les seves patents eren subreptícies i recolzant-se, segons Rocamora, que va ser l'ànima de la protesta, en què estaven escrites del puny i lletra del provincial de Polònia, Santiago Veri, amic íntim del nomenat, mancaven de la contrasignatura del secretari del cardenal, i estant datades a Roma portaven la data de Roma portaven la data.
Agregant-se les coses i no podent conviure en pau els dos partits, l'espanyol va optar per retirar-se, sortint els que el formaven del convent de Santo Domingo, on s'havia de celebrar el Capítol, mantenint-se en actitud expectant a l'hostaleria de la Creu Blanca, no sense formular una enèrgica protesta i apel·lació que van poder ser llegides pel procurador de l'ambaixada austríaca, Adriano Cardinali, antic soci de Ridolfi.
Els esdeveniments es van precipitar, i el 25 d'octubre era deposat Ridolfi i l'endemà triat per succeir Michele Mazarino; aleshores, per contrarestar aquest acte d'audàcia del partit francès, els dissidents es van reunir en conclau el 30 d'octubre, amb la presidència del provincial d'Alemanya, Felipe Fridt, i prèvia declaració del que es fes no significaria el més mínim pel que fa als drets de Nicolás Ridolfi, sent una protesta contra la intrusió de Mazarino, es va escollir mestre general Rocamora, que va dirigir a l'Ordre l'encíclica acostumada en aquestes ocasions i que és l'únic acte que es demana assenyalar del seu curt generalat. Advocada així la qüestió per Urbà VIII, va  ordenar als dos competidors sotmetre's a la decisió de la Congregació de regulars, que, com era de suposar, va casar les dues eleccions i va declarar Ridolfi mestre general, encara que mantenint-se suspens en l'exercici del seu càrrec, Mazarino va ser creat mestre del Sacro Palacio i Rocamora va tornar en la mateixa situació que ocupava anteriorment a la seva província d'Aragó.
Mestre general sense haver-ho buscat ni desitjat, va deixar la per a ell efímera dignitat sense sentiment. Les seves grans qualitats, realçades per la situació social de la seva família i els serveis prestats a la Corona, van atraure sobre ell l'atenció de Felip IV, que el va presentar per a la cadira episcopal de Palma, i va ser nomenat bisbe el 14 de novembre de 1644. sent un any més tard nomenat virrei de Mallorca pel rei Felip IV, Per espai de nou anys va governar la seva diòcesi, donant mostres inequívoques de la seva immensa caritat envers els pobres i de la seva bondat per a tots els que hi acudien, morí enmig del sentiment general el 10 de novembre de 1653 i sent sepultat, segons les seves disposicions testamentàries, a l'església de Real Convent de Predicadors de Palma.

## Escrits
Va escriure dos treballs de circumstàncies, en ocasió del Capítol de Gènova: Protestatio contra R. P. Fratrem Michäelem Mazarinum (Gènova, 1842) i Diapha transalpina duodenis radiis opticis concircinata in prodigiosam catastrophem Capituli generalis Fratrum Praedicatorum nuper apud Genuam celebrati mense Octobri 1642 ubi quid circa depositionem pristini electionem novi Magistri generalis tentatum, actum retroactum, iis quorum interest quique longius abfuerunt cernendum et descernendum offertur per Fratrem Lucium Orbiculi de Vibriaco (aquest és un pseudònim).